# Тикови
Тикови су изненадни, краткотрајни и неконтролисани покрети мишића лица или неког органа који се изводе нехотично и брзо и стереотипно се понављају. У ситуацијама емоционалне напетости, анксиозности или стреса, тикови постају изразитији. Тикови су често психогеног порекла, настали услед потискивања агресивности, егзибиционизма или осећања кривице, али могу бити и органског порекла. Најчешће се јављају у пубертету јер је тада појачана склоност организма ка променама расположења а самим тим и ка емоционално стресним ситуацијама. Када се јаве у пубертету најчешће су последица неке раније стресне ситуације која је оставила дубок траг на емоционално стање особе. Дијагнозу поставља психолог или психијатар а лијечење се спроводи циљаном психотерапијом. Понекад могу бити узрок одређених комплекса.